# Paid in Full (album Eric B. & Rakim)
Paid in Full è l'album d'esordio del duo hip hop statunitense Eric B. & Rakim, pubblicato negli Stati Uniti il 7 Luglio del 1987 dalla 4th & B'way Records, etichetta filiale della Island Records. Il duo registra l'album nello studio discografico di Marley Marl e ai Power Play Studios di New York. L'album entra nella Billboard 200 arrivando fino alla cinquantottesima posizione e dal primo album del duo sono estratti cinque singoli: Eric B. Is President, I Ain't No Joke, I Know You Got Soul, Paid in Full e Move the Crowd.
Paid in Full è considerato una pietra miliare dell'età d'oro dell'hip hop. Il rap di Rakim, tra i primi a usare rime interne nell'hip-hop, segna un livello più elevato nei testi del genere e serve come modello per i futuri rapper. Il pesante campionamento di Eric B. nell'album diviene molto influente nelle produzioni hip hop. Il disco vende più di un milione di copie e la RIAA lo certifica disco di platino nel 1995. Nel 2003, l'album appare alla posizione numero 228 della lista di Rolling Stone tra i 500 album migliori di tutti i tempi.
È considerato uno dei più influenti album hip hop di sempre, definito «leggendario» dal critico di The Village Voice Robert Christgau. È inserito nella lista della rivista specializzata The Source tra i 100 migliori album hip hop di sempre.

## Antefatti
Eric B. e Rakim s'incontrano nel 1985 dopo che Eric B. cercava un rapper per completare il suo lavoro di turntablist alla stazione radio WBLS di New York. Dopo che Rakim rispose alla ricerca di Eric. B come "ottimo MC di New York", l'amico e compagno di stanza di Eric B Marley Marl ha permesso a entrambi di usare il suo studio di registrazione a casa di Marl. La prima traccia registrata dal duo, Eric B. Is President, è pubblicata come un singolo dall'indipendente Zakia Records nel 1986. Dopo che Russell Simmons, fondatore della Def Jam Recordings, ascolta il singolo, il duo firma un contratto con la Island Records e inizia a registrare l'album nei Power Play Studios di Manhattan all'inizio del 1987. Rakim scrive le sue canzoni in approssimativamente un'ora mentre ascolta i beat, quindi registra la propria voce in studio dopo aver scritto i testi su un foglio. Il duo completa l'album in una settimana. Dicono di aver lavorato in sessioni di 48 ore, registrando in singole cassette per completare l'album entro il budget. In un'intervista del 2008 ad AllHipHop, Eric B. disse: «sedersi qui e dire che abbiamo fatto insieme quest'album calcolato per essere un grande album sarebbe una bugia. Stavamo solo facendo delle registrazioni che ci sembravano buone.»
Il successo di Paid in Full gli ha portato a firmare un contratto con la Uni Records e la MCA Records nel 1988, con cui pubblicano il loro secondo prodotto, Follow the Leader. Eric B. & Rakim sono ufficialmente accreditati alle produzioni di Paid in Full. Tuttavia anche Marley Marl ha affermato di aver prodotto due tracce (My Melody ed Eric B. Is President), smentito dallo stesso Eric B. il quale ha dichiarato che Marley Marl era solo un ingegnere [del suono]. Nel 2003, Eric B. afferma che il duo non è stato totalmente pagato per il loro lavoro e ha presentato una denuncia contro l'Island Def Jam Music Group, Lyor Cohen e Russell Simmons.

## Descrizione
Le rime di Rakim deviano dai modelli di rime semplici dell'hip hop primi anni novanta. Il suo stile ritmico libero ignora le linee della battuta e si guadagna paragoni con Thelonious Monk. Ben Ratliff per il New York Times scrive che il «modo di rappare veloce e fluido di Rakim ha sviluppato la [propria] forma al di là dei ritmi noiosi delle rime del cortile scolastico». Mentre molti rapper hanno costruito la propria tecnica attraverso l'improvvisazione, Rakim è uno dei primi a dimostrare i vantaggi dello stile di scrittura, come per esempio il suo pionieristico uso della rima interna. A differenza dei rapper precedenti come LL Cool J e Run DMC che hanno usato le loro voci con molta energia, Rakim ha un atteggiamento rilassato e impassibile. Secondo MTV, «eravamo abituati a MC come Run e DMC, Chuck D e KRS-One che saltavano sul microfono gridando con energia e irriverenza, ma Rakim ha adottato un approccio metodico al suo microfono. Ha avuto un flow lento, e ogni linea era schietta, ipnotica.» L'abilità oratoria rilassata di Rakim è dovuta alle sue influenze jazz; ha suonato il sassofono ed era un fan di John Coltrane. Il suo argomento spesso copriva le sue abilità nel rappare e i suoi testi erano superiori rispetto a quelli degli altri rapper.
Steve Huey di AllMusic ha contraddistinto Rakim per le sue «rime interne complesse, immagini letterarie, flow liscio, e imprevedibilmente, ritmi fuori dal beat.» Lo scrittore Jess Harvell di Pitchfork descrive il suo modo di rappare come «autoritativo, brunito [e] padroneggia un impassibile senso del ritmo». Paid in Full, che contiene basi crude, pesanti e scure, segna l'inizio dei campionamenti pesanti nelle registrazioni hip hop. Delle dieci tracce del disco, tre sono strumentali.. Come un disc jockey, Eric B. ha ripristinato l'arte del missaggio del giradischi dal vivo. I suoi campionamenti pieni di soul divennero influenti nelle future produzioni hip hop.

## Singoli
Eric B. Is President è stato pubblicato come primo singolo con My Melody come lato B. Raggiunge il posto numero 48 tra le Hot R&B/Hip-Hop Singles & Tracks e il numero 40 nella chart riservata agli Hot Dance Music/Maxi-Singles Sales. La canzone apre un dibattito sulla legittimità del campionamento non autorizzato quando James Brown l'ha citata in giudizio per impedire l'uso della propria musica al duo. Per Mark Anthony Neal di PopMatters è «la registrazione hip-hop più ballabile» del 1986. Secondo Touré del New York Times, «è la destrezza verbale di Rakim così come la sua voce calma, profonda e scura che ha reso questa canzone un classico rap.» Il secondo singolo, I Ain't No Joke, raggiunge la posizione numero 38 tra le Hot R&B/Hip-Hop Singles & Tracks. Descritto come uno dei «singoli monumentali» dell'album, Michael Di Bella scrive nell'All Music Guide to Rock che «Rakim afferra l'ascoltatore per la gola e [gli] illustra la propria padronanza nell'arte della rima.»
Il terzo singolo, I Know You Got Soul, arriva alla posizione numero 39 nella classifica Hot Dance Music/Club Play, alla 34 nella Hot Dance Music/Maxi-Singles Sales e alla 64 tra gli Hot R&B/Hip-Hop Singles & Tracks. Il brano contribuisce alla diffusione dei campioni di James Brown nelle canzoni hip hop. Il gruppo britannico MARRS campiona la linea "Pump up the volume" per il proprio singolo che arriva al primo posto in Gran Bretagna, Pump Up the Volume. Rolling Stone posiziona la canzone alla numero 386 tra le 500 più grandi canzoni di tutti i tempi. Il quarto singolo, Move the Crowd, raggiunge la terza posizione nella classifica delle Hot Dance Music/Club Play e la venticinquesima tra le Hot Dance Music/Maxi-Singles Sales. Il lato B della canzone, Paid in Full, è pubblicato come singolo nel 1987 ed è successivamente remixato dal duo di produttori Coldcut. Il remix ha usato diversi campioni vocali, soprattutto dalla canzone Im Nin'Alu della cantante israeliana Ofra Haza. Nel 2008, la canzone è inserita nella lista delle 100 più grandi canzoni hip hop da VH1, al ventiquattresimo posto.

## Accoglienza e influenza
| Recensione                    | Giudizio |
| ----------------------------- | -------- |
| AllMusic                      | [ 1 ]    |
| Blender                       | [ 32 ]   |
| Encyclopedia of Popular Music | [ 33 ]   |
| The Source                    | [ 4 ]    |
| Pitchfork                     | [ 20 ]   |
| Q                             | [ 34 ]   |
| The Rolling Stone Album Guide | [ 35 ]   |
| Spin Alternative Record Guide | [ 36 ]   |
| Uncut                         | [ 37 ]   |
| The Village Voice             | B        |

In una recensione contemporanea per il Washington Post, Mark Jenkins evidenzia il singolo Eric B. Is President, ma non è impressionato dal resto di Paid in Full: «le basi sono monotone, e i tentativi di prendere "jazz e la tempesta tranquilla" e "convertirla in forma hip-hop" fallisce.» Il critico Robert Christgau di The Village Voice dice che [l'album] ha «quattro capolavori rivoluzionari» nei brani I Ain't No Joke, I Know You Got Soul, Paid in Full e Eric B. Is President, ma è meno entusiasta delle altre sei canzoni: «sono pure, innovative, [che] ti arrivano in faccia senza dubbio. Ma sono anche turntablism con decorazioni vocali, di poco conto per chiunque non abbia interiorizzato la "vera" estetica hip hop.» Nell'annuale sondaggio Pazz & Jop riservato ai critici, l'album è indicato al ventisettesimo posto tra i migliori album del 1987.
Paid in Full è stato pubblicato durante quella che è diventata nota come l'età dell'oro dell'hip hop. Nella The Rolling Stone Album Guide (2004), Sasha Frere-Jones lo nomina «una delle registrazioni perfette dell'hip-hop», mentre Alex Ogg lo considera il capolavoro del duo nel suo libro The Men Behind Def Jam. Il rap di Rakim nell'album ha fissato una solida base per i rapper futuri e ha contribuito a garantire la reputazione dell'East Coast per la tecnica lirica innovativa. L'autore William Cobb ha affermato in To the Break of Dawn che il suo rap è "uscito" dalla precedente era dell'old school è che mentre il vocabolario e l'abilità lirica dei rapper più recenti erano migliorati, non c'era «nessuno più vicino a quello che Rakim aveva introdotto nel genere.» Dimitri Ehrlich per il New York Times ha descritto l'album come un «riferimento artistico e commerciale», accreditando Rakim per aver aiutato a «dare vita a un genere musicale» e portando «una tranquilla rivoluzione musicale, introducendo uno stile di rap parlato con calma». Steve Huey di Allmusic dichiara [che] Paid in Full è uno degli album più influenti dell'hip-hop e «ascolto essenziale» per chi fosse interessato alla «fondazione musicale» del genere. MTV lo posiziona al primo posto tra gli "Album hip-hop più grandi di tutti i tempi", affermando che ha sollevato gli standard dell'hip-hop «sia nel suono sia poeticamente» e lo ha descritto come «accattivante, profondo, innovativo e istantaneamente influente.» L'album è diviso traccia per traccia da Rakim nel libro di Brian Coleman Check the Technique.
Nel 2003, Rolling Stone inserisce Paid in Full al 228º posto tra i 500 migliori album di tutti i tempi, dichiarando che l'album è «fresco, rilassato, tagliente come un diamante: Rakim è un corridore in corsa per [il titolo di] Miglior Rapper di Sempre, e questo album ne è un grande motivo per esserlo.» In modo simile, la rivista Blender mette il disco d'esordio di Eric B. & Rakim nella sua lista 500 CD che devi possedere prima di morire. La rivista Time lo ha inserito nel suo "All-TIME 100" come uno dei diciotto album degli anni ottanta; l'editore Alan Light riconosce che la registrazione cambia il «suono, [il] flow e [il] potenziale» dell'hip hop e che Rakim è uno dei «più grandi MC di tutti i tempi e come molti sostengono, questo album ne è una prova.» Jess Harvell di Pitchfork si complimenta con Rakim per il suo «infinito display di pura abilità» e descrive l'album come «rilassato e funky». Pitchfork Media posiziona Paid in Full al cinquantaduesimo posto nel suo migliori 100 album degli anni ottanta. L'editore Sam Chennault scrive che Rakim ispira una generazione di MC e «definisce quello che significa essere un autore di testi hip-hop.» Slant Magazine posiziona Paid in Full al trentaduesimo posto nella sua lista dei "migliori album degli anni ottanta".
Rakim è accreditato per aver influenzato tantissimi rapper inclusi i Wu-Tang Clan, Jay-Z, 50 Cent e Nas, che cita Paid in Full come uno dei suoi album preferiti. 50 Cent ha dichiarato a NME che Paid in Full è stato il primo album che ha comprato: «usavo il registratore di mia nonna e registravo i pezzi hip-hop dalla radio. E, con Eric B. & Rakim, penso che sia stato il primo momento in cui mi è sembrato di sentirmi come se "dovessi averlo". È fondamentale.»
L'11 luglio del 1995 la RIAA certifica l'album disco di platino. Nel dicembre del 1997 ha venduto più di un milione di copie.

## Tracce
1. I Ain't No Joke – 3:54
2. Eric B. Is on the Cut – 3:48
3. My Melody – 6:46 (musica: Marley Marl (Remix))
4. I Know You Got Soul – 4:46 (testo: Bobby Bird)
5. Move the Crowd – 3:49 (musica: Steve Griffin)
6. Paid in Full – 3:50
7. As the Rhyme Goes On – 4:00
8. Chinese Arithmetic – 4:07
9. Eric B. Is President – 6:20 (musica: Marley Marl (Remix))
10. Extended Beat – 3:49

Durata totale: 45:09

## Campionamenti
| #  | Titolo                | Campionamenti |
| -- | --------------------- | --- |
| 1  | I Ain't No Joke       | - Pass the Peas dei The J.B.'s - Theme from the Planets di Dexter Wansel |
| 2  | Eric B. Is on the Cut | - It's Great to Be Here dei The Jackson 5 - I Think I'd Do It di Z. Z. Hill |
| 3  | My Melody             | |
| 4  | I Know You Got Soul   | - I Know You Got Soul di Bobby Byrd - You'll Like It Too dei Funkadelic - Different Strokes di Syl Johnson                                                                                         |
| 5  | Move the Crowd        | - Action Speaks Louder than Words dei Chocolate Milk - The Jam dei Graham Central Station - Hot Pants Road dei The J.B.'s - Pass the Peas dei The J.B.'s - Sofistifunk dei Return to Forever       |
| 6  | Paid in Full          | - Don't Look Any Further di Dennis Edwards featuring Siedah Garrett - Change the Beat dei Fab 5 Freddy featuring Beeside - When Boys Talk degli Indeep - Ashley's Roachclip dei The Soul Searchers |
| 7  | As the Rhyme Goes On  | - Change the Beat dei Fab 5 Freddy featuring Beeside - Hold It, Now Hit It dei Beastie Boys - Love's Theme di Fausto Papetti - I'm Gonna Love You Just a Little Bit More Babe di Barry White       |
| 8  | Chinese Arithmetic    | - Flick of the Switch degli AC/DC |
| 9  | Eric B. Is President  | - Funky President di James Brown - The Champ dei The Mohawks - Over Like a Fat Rat di Fonda Rae - Long Red dei Mountain                                                                            |
| 10 | Extended Beat         | |

## Formazione
Formazione secondo Allmusic.
- Patrick Adams – ingegnere del suono
- Ron Contarsy - fotografia
- Eric B. & Rakim - produttori, autori musica, rapper
- Steve Griffin - autore musica (tracce 1, 5)
- Robert Hill - produttore esecutivo
- Ruth Kaplan - art direction
- Marley Marl - remixing
- Herb Powers - masterizzazione
- Elai Tubo - ingegnere del suono

## Classifiche

### Classifiche settimanali
| Classifica (1987)   | Posizione massima |
| ------------------- | ----------------- |
| Regno Unito         | 85                |
| Stati Uniti         | 58                |
| US Top Black Albums | 11                |